# 박국창
박국창(한국 한자: 朴國昌, 1963년 8월 15일 ~ )은 대한민국의 전 축구 선수이며, 포지션은 미드필더였다.